# Carlo Alberto Pizzini
Carlo Alberto Pizzini (Roma, 22 marzo 1905 – Roma, 8 settembre 1981) è stato un compositore italiano.

## Biografia
Carlo Alberto Pizzini studia composizione con Ottorino Respighi. Si diploma al conservatorio di Bologna nel 1929.
All'età di solo diciannove anni fonda a Roma i Concerti per l'educazione musicale degli studenti con il sostegno del Ministero per l'Educazione. Fra il 1932 ed il 1937 svolge l'attività di Ispettore per la musica della SIAE, che poi lo renderà nel 1954 “Socio per chiara fama”. Dal 1938 al 1970 occupa importanti posizioni alla RAI. L'Accademia di Santa Cecilia elegge fra i suoi ranghi il Pizzini nel 1942 e ne serve come vicepresidente dal 1973 all'anno della sua morte. Nel 1967 Pizzini è eletto all'Accademia Filarmonica di Bologna, onore particolarmente importante perché due secoli prima la stessa Accademia aveva conferito la stessa distinzione a Mozart.
Pizzini rappresenta la RAI e l'Accademia di Santa Cecilia nelle giurie di prestigiose competizioni internazionale ed al Consiglio d'Europa di Strasburgo. Come direttore dà concerti in tutto il modo, eseguendo le sue stesse composizioni. Scrive musica di ogni tipo, dalla musica da camera alla musica per cori, orchestre e bande a musica per teatro, televisione e film. Le opere di Pizzini sono state interpretate da direttori famosi come Jean Martinon, Bernardo Molinari e, con la Filarmonica di Berlino, Carl Schuricht e in numerose istituzioni musicali italiane, come l'Augusteo di Roma, la Scala di Milano, l'orchestra della Fenice di Venezia ed il Teatro Regio di Parma e, nel mondo, la Carnegie Hall di New York, il Salzburg Mozarteum e l'Odeon di Herodes di Atene.
Fra gli altri onori ricevuti è quello di Cavaliere di Gran Croce e di Cavaliere della francese Légion d’honneur, come pure la Croce di Merito della (allora) Repubblica Federale di Germania.

## Alcune opere significative
- Al Piemonte, (orchestrale), 1940.
- Grotte di Postumia, (orchestrale), 1941.
- Il poema delle Dolomiti, (orchestrale), 1931.
- Sarabanda, "Omaggio a Corelli", (orchestrale), 1930.
- Strapaese, impressioni dal vero (orchestrale), 1932.
- Sinfonia in Do minore: III. Scherzo in stile classico, 1930.